# Kasteel van Mauriac (Dordogne)
Het Kasteel van Mauriac (Frans: Château de Mauriac) is een kasteel in de Franse gemeente Douzillac. Het kasteel werd gebouwd tussen de 15e en 16e eeuw. De twee torens hebben rondom mezekouwen. Het kasteel is een beschermd historisch monument sinds 1948.
Montaigne zou hier hebben gelogeerd, tijdens zijn terugreis uit Italië.